# بيتر جي. كامبل
بيتر جي. كامبل هو محامي وسياسي أمريكي، ولد في 13 أبريل 1857، وتوفي في 20 ديسمبر 1919. نشط حزبياً في الحزب الديمقراطي. وقد انتخب عضو مجلس النواب لولاية ماريلند ‏.